# Federatie van Surinaamse Agrariërs
De Federatie van Surinaamse Agrariërs (FSA), voorheen de Agrarische Federatie Suriname, is een Surinaams verbond van verenigingen, coöperaties, bedrijven en andere organisaties met activiteiten of betrokkenheid in de Surinaamse agrarische sector.
De organisatie werd op 30 mei 2016 geproclammeerd als de Agrarische Federatie Suriname. Enkele maanden later, in september 2016, werd de naam gewijzigd in Federatie van Surinaamse Agrariërs. Bij de oprichting was het de bedoeling om alle betrokkenen in de agrarische sector te verenigen, van boeren en ook vissers tot en met de verwerkende industrie en de distributie.
Enkele maanden na de oprichting haakten verschillende leden af omdat het voorlopige bestuur niet door hen gedragen werd, en zich daarnaast niet hield aan het memorandum van overeenstemming dat voorschreef dat de leden binnen drie maanden na oprichting een nieuw bestuur hadden moeten kiezen. Ook zou er te weinig samenhang zijn en had het bestuur niet zelfstandig adviseurs aan mogen trekken. Onder de leden die de federatie verlieten, bevonden zich ook initiatiefnemers en medeoprichters, zoals de Coöperatie Coroniaanse Boeren (CCB), Stuurgroep Ontwikkeling Cassave Sector Para (STOCPA), Veehoudersbond van Suriname (VHB), Vereniging Exporteurs Agrarische Producten Suriname (VEAPS) en Vereniging van Padie Producenten (VPP). Zowel voor als na de crisis was Prahlad Sewdien de voorzitter van de federatie.
Toen Prahlad Sewdien in juli 2020 in beeld kwam als de nieuwe minister van Landbouw, Veeteelt en Visserij, voerde de lidorganisatie Visserscollectief actief oppositie tegen diens kandidatuur. Het Visserscollectief kreeg hierover kritiek van andere lidorganisaties, waaronder van de Suriname Industrial Fisheries Cooperative (SIFCO) die in Sewdien wel een capabel minister zagen. Het geschil eindigde enkele dagen later in het neerleggen van de bestuursfunctie en het lidmaatschap door het Visserscollectief.